# Чемпионат Беларуси по шашечной композиции 1993
Чемпионат Белоруссии по шашечной композиции 1993, оригинальное название — Первый этап VII чемпионата Беларуси по шашечной композиции — национальное спортивное соревнование по шашечной композиции. Организатор — комиссия по композиции Белорусской Федерации Шашек.

## О турнире
Начиная с 1991 года, белорусские чемпионаты стали проводиться раз в два года, при этом разделив соревнования по русским и международным шашкам на ежегодные этапы чемпионата. Суммирования очков этапов не производилось. Таким образом, в VII чемпионате Беларуси по шашечной композиции на 1-м этапе соревновались в русские шашки, а на следующий год, в 1994-м, на 2-м этапе — в международные.
Соревнования проводились в 3 дисциплинах: проблемы, задачи, этюды.
Триумфатором чемпионата впервые стал Борис Иванов (Минск), выигравший одну золотую и две бронзовые награды.

## Спортивные результаты
Проблемы-64.
 Борис Иванов — 23,5 очка.  Пётр Шклудов — 21,0.  Алексей Акулич — 20,5. 4. Иван Навроцкий — 19,0. 5. Виктор Шульга — 16,5. 6. Александр Коготько — 14,0. 7. Василий Можейко — 10,5. 8. Александр Пикулик — 8,0. 9. Григорий Кравцов — 7,5. 10. Николай Виноградов — 7,0. 11. Игорь Ананич — 6,0. 12. Владимир Малашенко — 5,5. 13. Николай Вергейчик — 2,0. 14. Олег Захарик — 0,0.
Этюды-64.
 Леонид Витошкин — 23,0.  Григорий Кравцов — 13,0.  Борис Иванов — 9,5. 4. Криштоф Малашкевич — 7,5. 5. Василий Тельпук — 7,0. 6. Николай Зайцев — 5,75. 7. Иван Езубчик — 5,5. 8. Виктор Шульга — 5,0. 9. Виктор Самарин — 4,5. 10. Вадим Кравцов — 4,0. 11-12. Александр Коготько, Александр Пикулик — 0,0.
Задачи-64.
 Владимир Гончар — 26,5.  Николай Бобровник — 22,5.  Борис Иванов — 14,25. 4. Александр Шурпин — 14,0. 5. Георгий Горбач — 8,5. 6. Пётр Шклудов — 7,0. 7. Леонид Витошкин — 0,0.